# Arquebisbat de Sens
L'arquebisbat de Sens és una jurisdicció eclesiàstica de França centrada a Sens.

## Llista de bisbes i arquebisbes
- sant Savinià, primer bisbe, semi-llegendari[1]
- sant Potencià
- Lleonci
- Severí vers 344
- Audaldus (Audactus)
- Heraclià
- Llunar
- Simplici
- Ursicí
- Teodor
- Siclí
- Ambrosi
- Agrici vers 475
- sant Heracli de Sens o Heracli I, 487 - vers 515. Va fer construir l'abadia de Sant Joan Evangelista vers 515; fou amic de sant Remí de Reims, i va assistir al baptisme de Clodoveu I a la catedral de Reims.[2]
- Pau,
- sant Lleó de Sens, vers 533 - 538 o 541[3]
- Constitut, 549-573
- sant Antemi, 581-585
- sant Llop de Sens (Llop I), vers 614
- Annobert o Honobert
- Riquer I, vers 627
- Hildegari, 632-637
- Armentari, 650-654
- Arnul
- sant Emmó o Emmon, 660-668
- sant Gondelbert, Gombert o Gondelbert (dates incertes[4])
- Lambert, 680 - 683
- sant Wulfrà de Fontenelle vers 683, mort el 720, evangelitzador de Frísia
- Géry o Juéry, vers 696
- sant Ebbó, vers 711
- Merulf
- Ardobert vers 744
- Llop II vers 765
- Guillicari vers 769
- Godescalc
- Pere I
- Guillebald
- Bernat o Berard, vers 797
- Ragimbert
- Magne (Magnus), 797 - vers 817
- Jeremies, vers 822 - 828
- sant Aldric o Audri, arquebisbe, mort el 836 o 840[5]
- Ganeló o Gueniló, 837 - 865
- Egiló, 865 o 866 - 871
- Ansegis de Sens, 871-883
- Evrard, 884 - 887
- Gauthier I, 887 - 923
- Gauthier II, 923 - 927
- Audald o Autald 927-932
- Guillem I, 932-938
- Gerlari, 938 - 954
- Hildeman, 954 - 958
- Arquembald de Troyes anomenat el «prelat criminal»), 958-967
- sant Anastasi de Sens, 967 - 977
- Seví de Sens o Seguí 978 - 999
- Leoteric 999-1032
- Gelduí 1032-1049
- Mainard 1049-1062
- Riquer II 1062-1096
- Daimbert 1097-1122
- Enric I Sanglier 1122-1142
- Hug de Toucy 1142-vers 1168
- Guillem de les Blanques Mans 1169-1176, després arquebisbe de Reims. Anomenat Cardenal de Xampanya.
- Guiu I de Noyers 1176-1193
- Miquel de Corbeil 1194-1199
- Pere de Corbeil 1199-1221
- Gauthier Le Cornu 1221-1241
- Gil Le Cornu 1241-1254
- Henri Le Cornu 1254-1258
- Guillem de Brosse 1258-1267
- Pere de Charny 1267-1274
- Pere d’Anisy 1274
- Gil II Le Cornu 1275-1292
- Esteve Béquart (Bécard) de Penoul 1292-1309
- Felip Leportier de Marigny 1310-1316
- Guilleme de Melun 1316-1329
- Pere Roger de Maumont 1329-1330, després papa Climent VI
- Guillem II de Brosse 1330-1338
- Felip de Melun 1338-1345
- Guillem II de Melun 1345-1376
- Ademar Robert[6] 1376-1384[7]
- Gonthier de Bagneaux 1385
- Guiu de Roye 1386-1390
- Guilleme de Dormans 1390-1405
- Jean de Montaigu,[8] 1406-1415 (no s'ha de confondre amb el seu germà Jean de Montagu, conseller dels reis Carles V i Carles VI) bisbe de Chartres el 1389, canceller de França el 1405, arquebisbe de Sens el 1406, mort a la batalla d'Azincourt el 1415.
- Enric de Savoisy 1416-1422
- Joan de Nanton 1422-1432
- Lluís de Melun[9] 1432-1474
- Esteve-Tristà de Salazar 1474-1518
- Esteve Poncher 1519-1525
- Antoni Duprat, canceller de França i cardenal 1525-1535
- Lluís de Borbó-Vendôme, cardenal 1536-1557
- Joan Bertran 1557-1560, cardenal
- Lluís de Lorena, cardenal de Guisa 1560-1562
- Nicolau de Pellevé, cardenal, Arquebisbe de Reims 16/12/1562-1594
- Renaud de Beaune 1594-1606
- Jaume del Perron (Jacques Davy), cardenal del Perron (Berron) 1606-1618
- Joan David del Perron 1618-1621
- Octavi de Saint-Lary de Bellegarde 1621-1646
- Lluís-Enric de Pardaillan de Gondrin 1646-1674
- Joan de Montpezat de Carbon 1674-1685
- Harduí Fortin de La Hoguette 1685-1715
- Dinoís-Francesc Bouthilier de Chavigny 1715-1730
- Joan-Josep Languet de Gergy 1730-1753
- Paul d'Albert de Luynes, cardenal de Luynes 1753-1788
- Étienne-Charles de Loménie de Brienne cardenal de Brienne, 1788-1790. Bisbe constitucional del departament del Yonne (1790-1794).

- L'arxidiòcesi fou suprimida per la Revolució francesa (1790-1817)

Arquebisbes concordataris
- Antoine-Louis-Henri de La Fare 1817-1829, cardenal
- benaventurat Charles-André-Toussaint-Bruno de Ramond-Lalande 09/01/1830-10/04/1830
- Jean-Joseph-Marie-Victoire de Cosnac 1830-1843
- Mellon de Jolly 19 de novembre de 1843-22 d'abril de 1867, va abdicar el 1867
- Victor-Félix Bernadou 16 de maig de 1867-15 de novembre de 1891, cardenal
- Pierre-Marie-Étienne-Gustave Ardin 02 d'abril de 1892-21 de novembre de 1911
- Jean-Victor-Emile Chesnelong 12 de gener de 1912-29 de novembre de 1931
- Maurice Feltin 16 d'agost de 1932-16 de desembre de 1935, transferit a Bordeus (1935)
- Frédéric-Edouard-Camille Lamy 20 d'agost de 1936-27 d'octubre de 1962, retirat el 1962.
- René-Louis Marie Stourm 27 d'octubre de 1962-28 de juny de 1977, retirat el 1977
- Eugène-Marie Ernoult 28 de juny de 1977-21 de desembre de 1990, va abdicar el 1990
- Gérard-Denis-Auguste Defois 21 de desembre de 1990- 4 de setembre de 1995, transferit a Reims (1995)
- Georges-Edmond-Robert Gilson 2 d'agost de 1996-31 de desembre de 2004, retirat el 2004
- Yves-François Patenôtre 31 de desembre de 2004-